# Vollore-Ville
Vollore-Ville est une commune française, située dans le département du Puy-de-Dôme en région Auvergne-Rhône-Alpes.

## Géographie

### Communes limitrophes
Les communes limitrophes sont Aubusson-d'Auvergne, Augerolles, Courpière, Escoutoux, Sainte-Agathe et Vollore-Montagne.

### Climat
Pour des articles plus généraux, voir Climat d'Auvergne-Rhône-Alpes et Climat du Puy-de-Dôme.
En 2010, le climat de la commune est de type climat des marges montagnardes, selon une étude du Centre national de la recherche scientifique s'appuyant sur une série de données couvrant la période 1971-2000. En 2020, Météo-France publie une typologie des climats de la France métropolitaine dans laquelle la commune est exposée à un climat de montagne ou de marges de montagne et est dans la région climatique  Nord-est du Massif Central, caractérisée par une pluviométrie annuelle de 800 à 1 200 mm, bien répartie dans l’année. 
Pour la période 1971-2000, la température annuelle moyenne est de 10,5 °C, avec une amplitude thermique annuelle de 16,3 °C. Le cumul annuel moyen de précipitations est de 1 007 mm, avec 11,4 jours de précipitations en janvier et 8,4 jours en juillet. Pour la période 1991-2020, la température moyenne annuelle observée sur la station météorologique de Météo-France la plus proche, « Courpière », sur la commune de Courpière à 6 km à vol d'oiseau, est de 11,8 °C et le cumul annuel moyen de précipitations est de 876,9 mm,. Pour l'avenir, les paramètres climatiques de la commune estimés pour 2050 selon différents scénarios d'émission de gaz à effet de serre sont consultables sur un site dédié publié par Météo-France en novembre 2022.

## Urbanisme

### Typologie
Au 1er janvier 2024, Vollore-Ville est catégorisée commune rurale à habitat très dispersé, selon la nouvelle grille communale de densité à sept niveaux définie par l'Insee en 2022.
Elle est située hors unité urbaine. Par ailleurs la commune fait partie de l'aire d'attraction de Thiers, dont elle est une commune de la couronne,. Cette aire, qui regroupe 19 communes, est catégorisée dans les aires de moins de 50 000 habitants,.

### Occupation des sols
L'occupation des sols de la commune, telle qu'elle ressort de la base de données européenne d’occupation biophysique des sols Corine Land Cover (CLC), est marquée par l'importance des forêts et milieux semi-naturels (55,7 % en 2018), une proportion identique à celle de 1990 (55,7 %). La répartition détaillée en 2018 est la suivante : forêts (54,9 %), prairies (24,9 %), zones agricoles hétérogènes (19,5 %), milieux à végétation arbustive et/ou herbacée (0,8 %). L'évolution de l’occupation des sols de la commune et de ses infrastructures peut être observée sur les différentes représentations cartographiques du territoire : la carte de Cassini (XVIIIe siècle), la carte d'état-major (1820-1866) et les cartes ou photos aériennes de l'IGN pour la période actuelle (1950 à aujourd'hui).

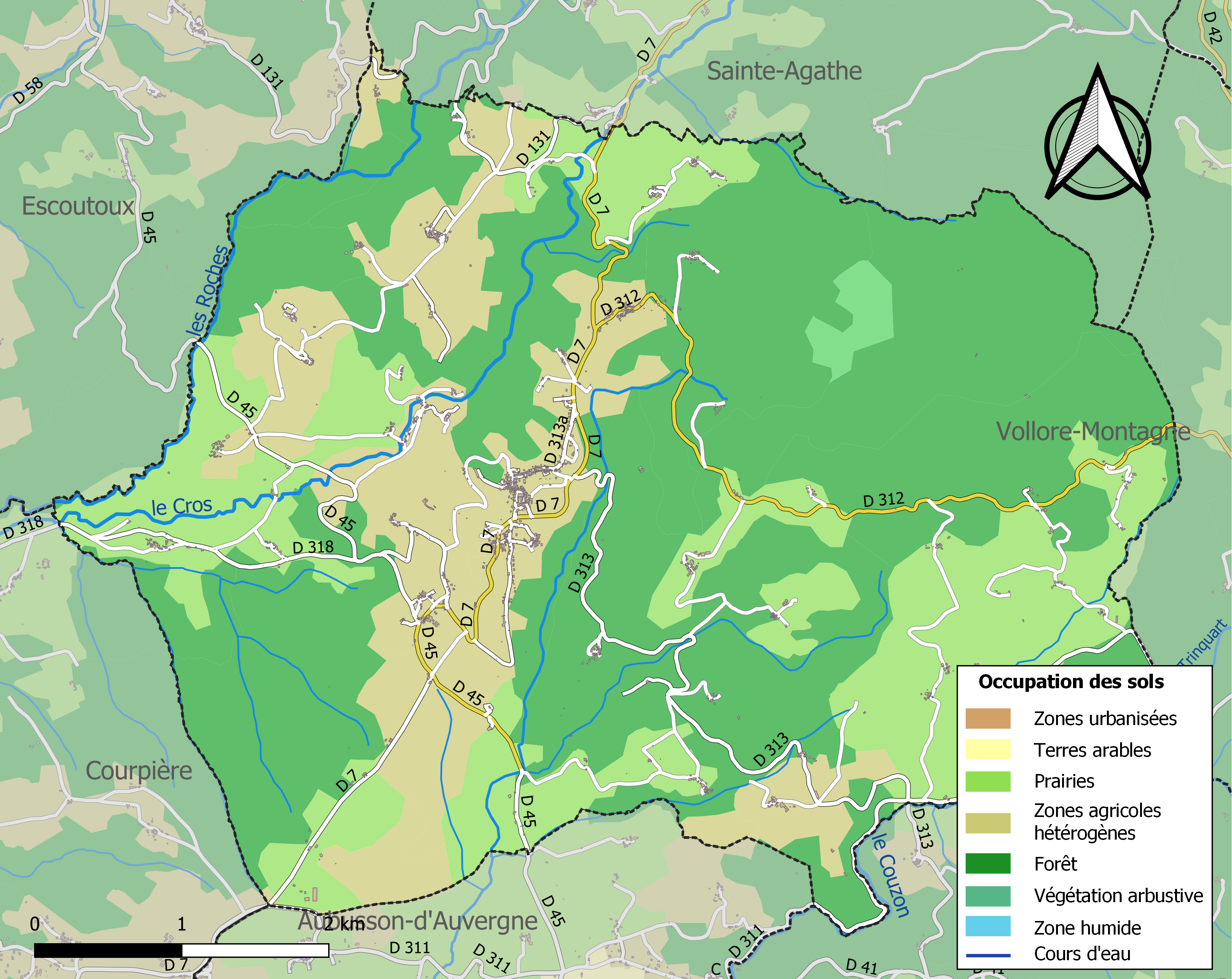
Carte des infrastructures et de l'occupation des sols de la commune en 2018 (CLC).

### Lieux-dits et écarts
Le village est éparpillé sur de nombreux lieux-dits et écarts. Plusieurs petits bourgs viennent entourer le village.

## Histoire
En l'an 35 av. J.-C., la voie romaine traversant l'Auvergne-Rhône-Alpes passait par Vollore, point stratégique entre Arvernes et Ségusiaves (vestiges de la voie romaine, borne milliaire).
À l'époque mérovingienne, Vollore fut une place importante. Son château était réputé imprenable et ne dut sa reddition qu'au traître Procule. La seigneurie de Vollore, branche de "la maison de Thiers", est rattachée au comté de Forez où elle reste jusqu'au XVIe siècle. Elle se composait des terres seigneuriales, du bourg, de la forteresse de Montguerlhe, des fiefs de Bonnevie, La Barge, Pognat et Vaux.
Du XVe au XVIe l'histoire de Vollore connaît une période sombre. La peste fait de nombreuses victimes, les habitants se placent sous la protection de saint Roch. En 1535 ils érigent la croix gothique puis rénovent l'église Saint-Maurice dans le style gothique.
Au XVIIe siècle, les paysans de Vollore se regroupent en communautés agricoles. Certaines continueront de subsister jusqu'à l'aube du XXe siècle.
En l'an II de la République, les terres seigneuriales de Vollore, abritant plus de 5 000 âmes sont morcelées en deux communes Vollore-Montagne et Vollore-Ville. La municipalité déplace le cimetière situé autour de l'église et brûle les restes. Ceci vaut le surnom de « Brûle-morts » aux Vollorois. Pendant cette période troublée, Vollore est la scène de persécutions religieuses, de chouannerie et d'une révolte de conscrits réprimée avec vigueur.

Au cours de la période révolutionnaire de la Convention nationale (1792-1795), la commune a porté le nom de Vollore-Chignore.
Au XIXe siècle la commune entreprend des gros travaux : réfection du clocher de l'église et adduction d'eau de Chignore. Bien que l'agriculture reste son activité principale, la coutellerie prend son essor.
En 1868, Sainte-Agathe se sépare de Vollore et devient une nouvelle commune.
Au début du siècle dernier, le bourg comptait plus de 2 000 habitants et accueillait la plus grosse foire du canton. Peu à peu l'exode rural a dépeuplé les campagnes. Actuellement Vollore-Ville s'élance résolument vers le tourisme et la tendance commence à s'inverser avec l'arrivée de nouveaux habitants.

## Politique et administration

### Découpage territorial
La commune de Vollore-Ville est membre de la communauté de communes Thiers Dore et Montagne, un établissement public de coopération intercommunale (EPCI) à fiscalité propre créé le 1er janvier 2017 dont le siège est à Thiers. Ce dernier est par ailleurs membre d'autres groupements intercommunaux. Jusqu'en 2016, elle faisait partie de la communauté de communes du pays de Courpière.
Sur le plan administratif, elle est rattachée à l'arrondissement de Thiers, à la circonscription administrative de l'État du Puy-de-Dôme et à la région Auvergne-Rhône-Alpes. Jusqu'en mars 2015, elle faisait partie du canton de Courpière.
Sur le plan électoral, elle dépend du canton des Monts du Livradois pour l'élection des conseillers départementaux, depuis le redécoupage cantonal de 2014 entré en vigueur en 2015, et de la cinquième circonscription du Puy-de-Dôme pour les élections législatives, depuis le dernier découpage électoral de 2010.

### Élections municipales et communautaires

#### Élections de 2020
Le conseil municipal de Vollore-Ville, commune de moins de 1 000 habitants, est élu au scrutin majoritaire plurinominal à deux tours avec candidatures isolées ou groupées et possibilité de panachage. Compte tenu de la population communale, le nombre de sièges à pourvoir lors des élections municipales de 2020 est de 15. Sur les vingt-six candidats en lice, quinze ont été élus dès le premier tour, le 15 mars 2020, avec un taux de participation de 71,88 %.

#### Chronologie des maires
| Période                                  | Période                         | Identité               | Étiquette | Qualité             |
| ---------------------------------------- | ------------------------------- | ---------------------- | --------- | ------------------- |
| Les données manquantes sont à compléter. |                                 |                        |           |                     |
|                                          | 1870                            | Jacques Halley         |           |                     |
| 1870                                     | 1904                            | Arthur Dumas           |           |                     |
| 1904                                     |                                 | Jean Pierre Brunel     |           |                     |
| mars 2001                                | mars 2008                       | Henry Barroy           |           |                     |
| mars 2008                                | 2014                            | Patricia Gouttefangeas |           |                     |
| mars 2014 (réélu en 2020)                | En cours (au 20 septembre 2020) | Pierre Roze,           |           | Ingénieur forestier |

## Population et société

### Démographie
En 2022, la commune de Vollore-Ville comptait 714 habitants. À partir du XXIe siècle, les recensements réels des communes de moins de 10 000 habitants ont lieu tous les cinq ans. Les autres chiffres sont des estimations.
| 1793  | 1800  | 1806  | 1821  | 1831  | 1836  | 1841  | 1846  | 1851  |
| ----- | ----- | ----- | ----- | ----- | ----- | ----- | ----- | ----- |
| 1 292 | 1 562 | 3 259 | 3 863 | 3 881 | 3 944 | 3 967 | 3 832 | 3 794 |

| 1856  | 1861  | 1866  | 1872  | 1876  | 1881  | 1886  | 1891  | 1896  |
| ----- | ----- | ----- | ----- | ----- | ----- | ----- | ----- | ----- |
| 3 605 | 3 503 | 3 488 | 2 450 | 2 487 | 2 507 | 2 423 | 2 363 | 2 197 |

| 1901  | 1906  | 1911  | 1921  | 1926  | 1931  | 1936  | 1946  | 1954 |
| ----- | ----- | ----- | ----- | ----- | ----- | ----- | ----- | ---- |
| 2 152 | 2 083 | 2 045 | 1 613 | 1 507 | 1 416 | 1 288 | 1 123 | 985  |

| 1962 | 1968 | 1975 | 1982 | 1990 | 1999 | 2006 | 2008 | 2013 |
| ---- | ---- | ---- | ---- | ---- | ---- | ---- | ---- | ---- |
| 829  | 741  | 777  | 790  | 697  | 684  | 707  | 713  | 763  |

| 2018 | 2022 | - | - | - | - | - | - | - |
| ---- | ---- | - | - | - | - | - | - | - |
| 728  | 714  | - | - | - | - | - | - | - |

### Manifestations culturelles et festivités
- Vollore-Ville organise tous les ans au mois de juillet une série de concerts dans les églises et châteaux de la région : les concerts de Vollore.

### Sports et loisirs
- Depuis le 1er juillet 2009, Vollore-Ville a obtenu le label Station verte de vacances[26].

## Culture locale et patrimoine

### Lieux et monuments
- Église Saint-Maurice, au cœur du village.
- Château de Vollore, XIIe-XVIIe siècles.
- Chapelle du cimetière.
- Croix de Vollore-Ville, croix gothique de 1535, au cœur du village.

### Vollore-Ville dans la littérature
Vollore-Ville est citée dans le poème d’Aragon, Le conscrit des cent villages, écrit comme acte de résistance intellectuelle de manière clandestine au printemps 1943, pendant la Seconde Guerre mondiale.

### Personnalités liées à la commune
- Mgr Pierre Bourgade (né le 17 octobre 1845 à Vollore-Ville, mort le 17 mai 1908), évêque de Tucson, en Arizona, du 10 mai 1897 au 7 janvier 1899, puis archevêque de Santa Fe, au Nouveau-Mexique, du 7 janvier 1899 à sa mort.
- Mgr Jean Alexis Chambon, né à Vollore-Ville en 1875, ordonné prêtre pour les Missions Etrangères de Paris en 1899, il devient archevêque de Tokyo en 1927, puis de Yokohama où il meurt en 1948[28].
- Arthur Dumas né le 28 août 1825 à Vollore-Ville et mort le 8 octobre 1905 à Vollore-Ville, est un homme politique français qui a été maire de Vollore-Ville de 1870 à 1904 et conseiller général du canton de Courpière de 1864 à 1889.

### Langue locale
Vollore-ville, s'inscrivant historiquement dans le système linguistique de l'occitan auvergnat, fait partie du sous-dialecte du parler thiernois et en forme sa limite sud.

### Héraldique
| Blason de Vollore-Ville | Blason  | De sinople à la croix latine perronnée d'or, chappé d'or à deux couronnes de laurier de sinople. |
| Blason de Vollore-Ville | Détails | Le statut officiel du blason reste à déterminer.                                                 |

## Divers
- La commune de Vollore-Ville est adhérente du parc naturel régional Livradois-Forez.